# David Murray Big Band Conducted by Lawrence „Butch“ Morris

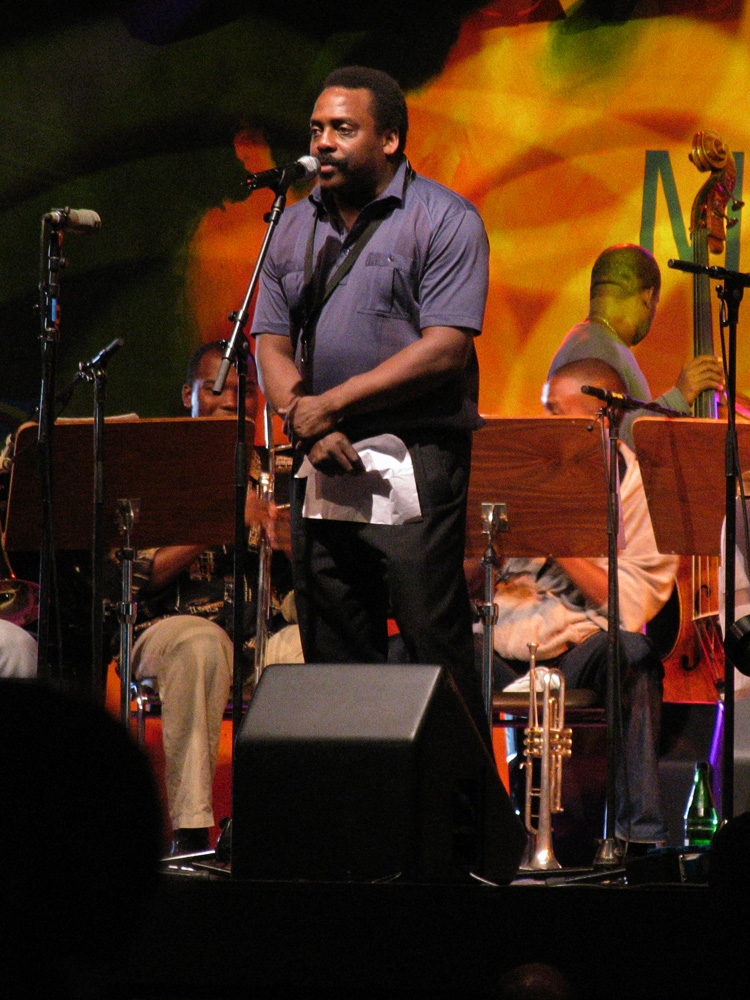
David Murray 2004 beim Moers Festival

David Murray Big Band Conducted by Lawrence „Butch“ Morris ist ein Jazz-Album der David Murray Big Band, die von Butch Morris geleitet wurde. Die in zwei Sessions am 5. und 6. März 1991 in New York City entstandenen Aufnahmen erschienen im selben Jahr auf dem japanischen Jazzlabel DIW Records.

## Das Album
Im Laufe seiner Karriere arbeitete der Tenorsaxophonist und Bassklarinettist David Murray neben seinen regulären Bands immer wieder mit Big Band Projekten, wie zuvor bei seinen Sessions im New Yorker Sweet Basil 1984 mit Lawrence „Butch“ Morris als Leiter. Seine Zusammenarbeit mit Morris reicht bis in die frühen 1970er Jahre zurück; 1975 entstand das gemeinsame Quintett-Album Interboogieology mit Johnny Dyani.
Für ihre erneute Zusammenarbeit arrangierten Murray und Morris gemeinsam das überwiegend von Murray geschriebene Material und stellten eine 18-köpfige Big Band zusammen, zu der mit Hugh Ragin, Graham Haynes, Rasul Siddik, James Zollar, Craig Harris, Frank Lacy, Bob Stewart, Vincent Chancey, James Spaulding, Don Byron, John Purcell und Fred Hopkins gehörten.
Den Anfang der erneuten Bigband-Produktion Murrays mit Morris bildet die Trilogie Paul Gonsalves, Lester und Ben, Murrays Reminiszenz an die drei großen Swing-Tenoristen Paul Gonsalves, Lester Young und Ben Webster. Der Gonsalves-Tribut ist eine Neuschöpfung des Solos, das der Saxophonist beim legendären Auftritt des Duke Ellington Orchestra beim Newport Jazz Festival im Jahr 1956 spielte. Nachdem es von Andrew White transkribiert worden war, orchestrierte Murray die 27 ausgedehnten Chorusse von Gonsalves. Dabei ließ er sich zunächst von Ellingtons Arrangement von „Diminuendo and Crescendo in Blue“ beeinflussen, fand aber dann eine eigene Lösung. Gastsolist ist neben Murray gleich zu Beginn der Pfeifenvirtuose Joel A. Brandon, the master whistler. Die stimmungsvolle Komposition „Lester“ zeigt Murray als versierten Balladenspieler ohne jedoch nicht wirklich den Stil Lester Youngs wiederzugeben; Dave Murray ist in seinem Balladenspiel vielmehr von dessen Zeitgenossen Ben Webster beeinflusst. Der letzte Teil der Trilogie, die Hommage an Ben Webster („Ben“) bringt dafür umso mehr dessen Geist wieder.
Stärker der musikalischen Gegenwart (New Yorks) ist der zweite Teil des Albums zugewandt; Murray schrieb in den Liner Notes über die Problematik, in der musikalischen Atmosphäre New Yorks der frühen 90er ein Bigband-Album zu produzieren; das sei ähnlich, wie „auf einem Rap-Konzert mit akustischen Instrumenten zu spielen.“ Dem Andenken des zwei Jahre zuvor verstorbenen Schlagzeugers und Kollegen Steve McCall ist Calling Steve McCall gewidmet, das Murray und Morris gemeinsam komponiert hatten; den Text steuerte David Henderson bei, der von G'ra vorgetragen wird: Das Poem beginnt mit den Worten Intense/A gentle thunder/He performed his Life/The drummer/My dear driend Steve McCall.
Craig Harris steuerte die eingängig swingende Komposition „Love Joy“ bei und ist dort als Hauptsolist zu hören; Brian Olewnick bezeichnete das „grandiose Stück“ einen Jazzstandard im Schaffen des Posaunisten. Außerdem schrieb Harris die Rap-Texte für den letzten Titel „Let the Music Take You“.

Für die anschließende, einprägsam „gespenstisch“ (Yanow) wirkende und zumeist als Kollektivimprovisation angelegte Komposition „Istanbul“ wechselte Murray zur Bassklarinette.

Dem gegenüber ist „David’s Tune“ eher konventionell angelegt. „Let the Music Take You“ war bereits das Titelstück eines Live-Albums von 1978. Konzeptionell etwas heraus fällt dieser Titel durch ein Arrangement mit starken Soul-Anleihen und dem Gesang von Andy Bey, der Anleihen bei aktuellen Strömungen wie dem Rap sucht, Bey beginnt mit „Go with the flow of tenors/vibrating in the night blue sky/Let the music take you/to realms where minds can fly“ und endet mit dem Refrain: „Let the Music take Ya, I’ll shake Ya“.

## Bewertung des Albums
In seiner Besprechung des Albums bei Allmusic, wo er das Album mit der zweithöchsten Note auszeichnete, meinte Scott Yanow zunächst, dass Murrays Bigband, gelegentlich „undiszipliniert sein kann und sogar außer Kontrolle gerät, aber niemals langweilig sei. Diese generell brillante Leistung hat wirklich ein paar Höhepunkte“, wie „Paul Gonsalves“, „Ben“, die farbige „David’s Tune“ und „Istanbul“.

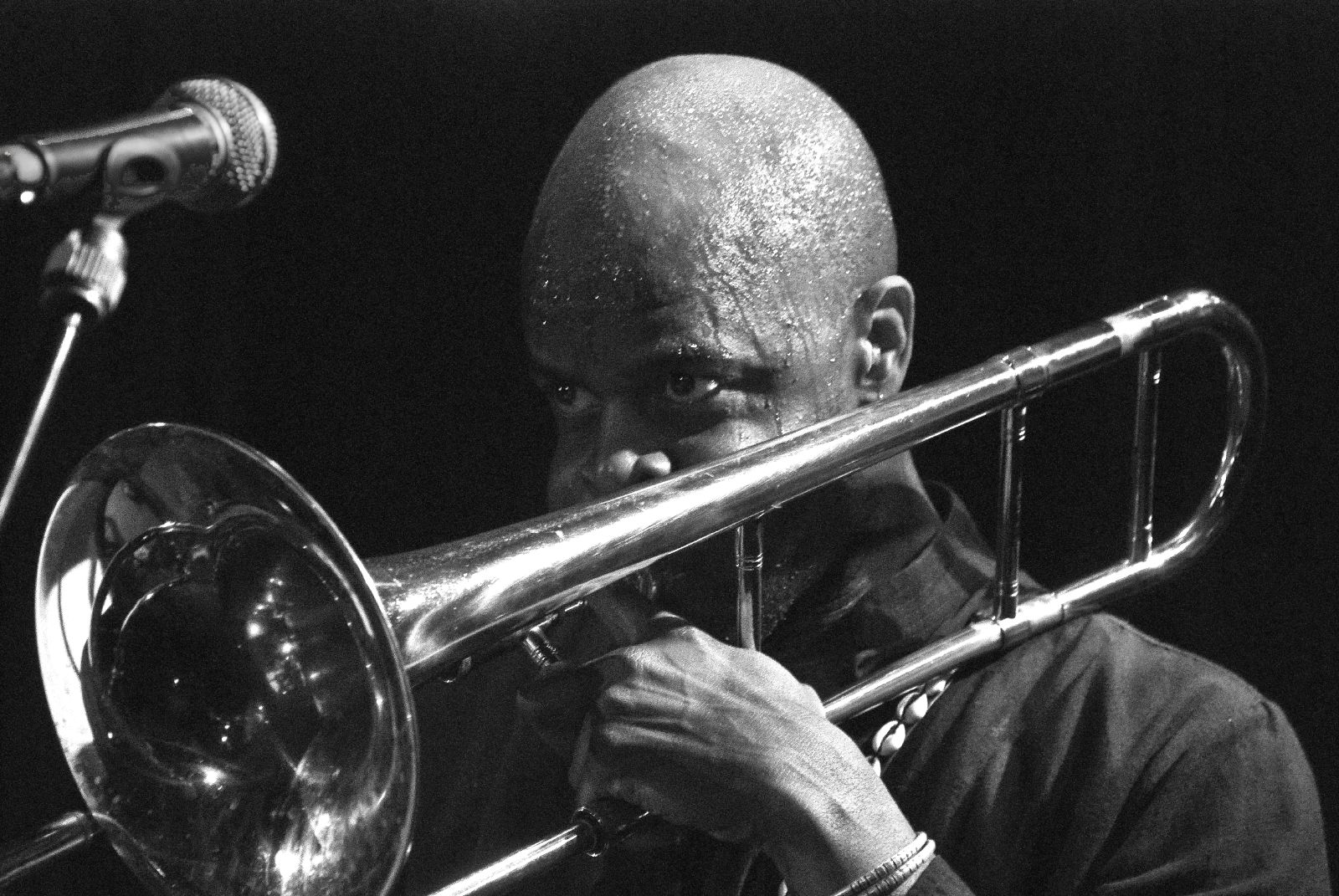
Craig Harris

Die Autoren Richard Cook und Brian Morton sind in ihrer Bewertung zurückhaltender (sie vergaben dem Album nur drei Sterne) und hoben zwar die komplexen Arrangements der Gonalves, Pres und Webster-Hommagen hervor, fanden aber die Ausführung auf dem Album manchmal enttäuschend banal; es mangele ihnen an der mehrschichtigen Schrägheit, die man von Butch Morris sonst erwarte. Die Band sei zwar beeindruckend zusammengestellt; aber es sei schade, sie alle zusammen zu haben und abgefeuert zu hören, statt ihnen die Möglichkeit zu geben, sie in der Abfolge spielen zu hören.

## Die Titel des Albums

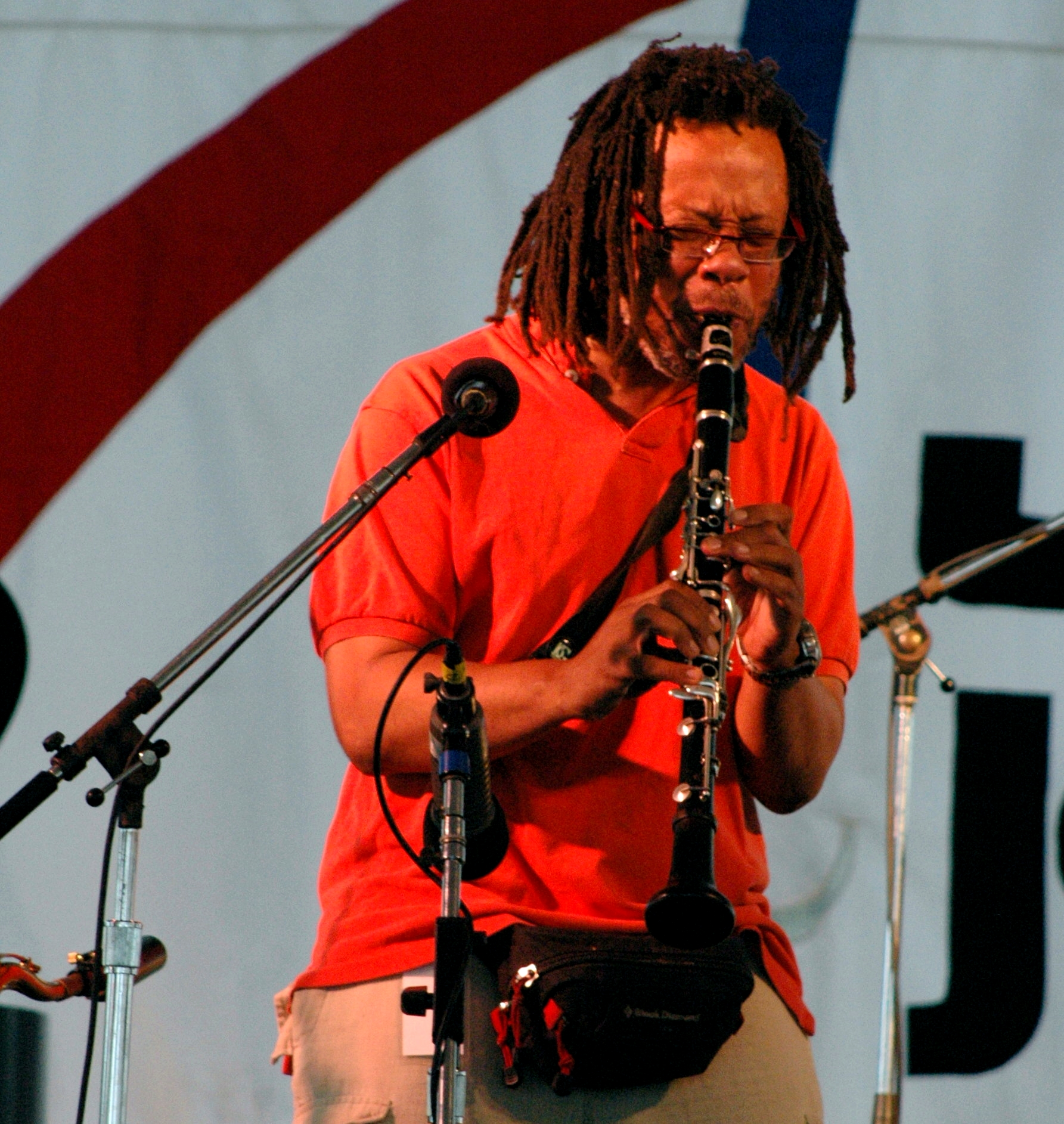
Don Byron (Newport Jazz Festival 2005)

- David Murray Big Band Conducted by Lawrence „Butch“ Morris (DIW-851, 1991)
  1. Paul Gonsalves (Gonsalves/Murray) – 17:37
  2. Lester – 9:56
  3. Ben – 10:09
  4. Calling Steve McCall (Murray/Morris) – 6:17
  5. Lovejoy (Craig Harris) – 6:11
  6. Istanbul – 9:24
  7. David’s Tune – 7:50
  8. Let The Music Take You (Murray; Texte von David Henderson und C. Harris) – 3:49
 Alle anderen Kompositionen stammen von David Murray

## Literatur

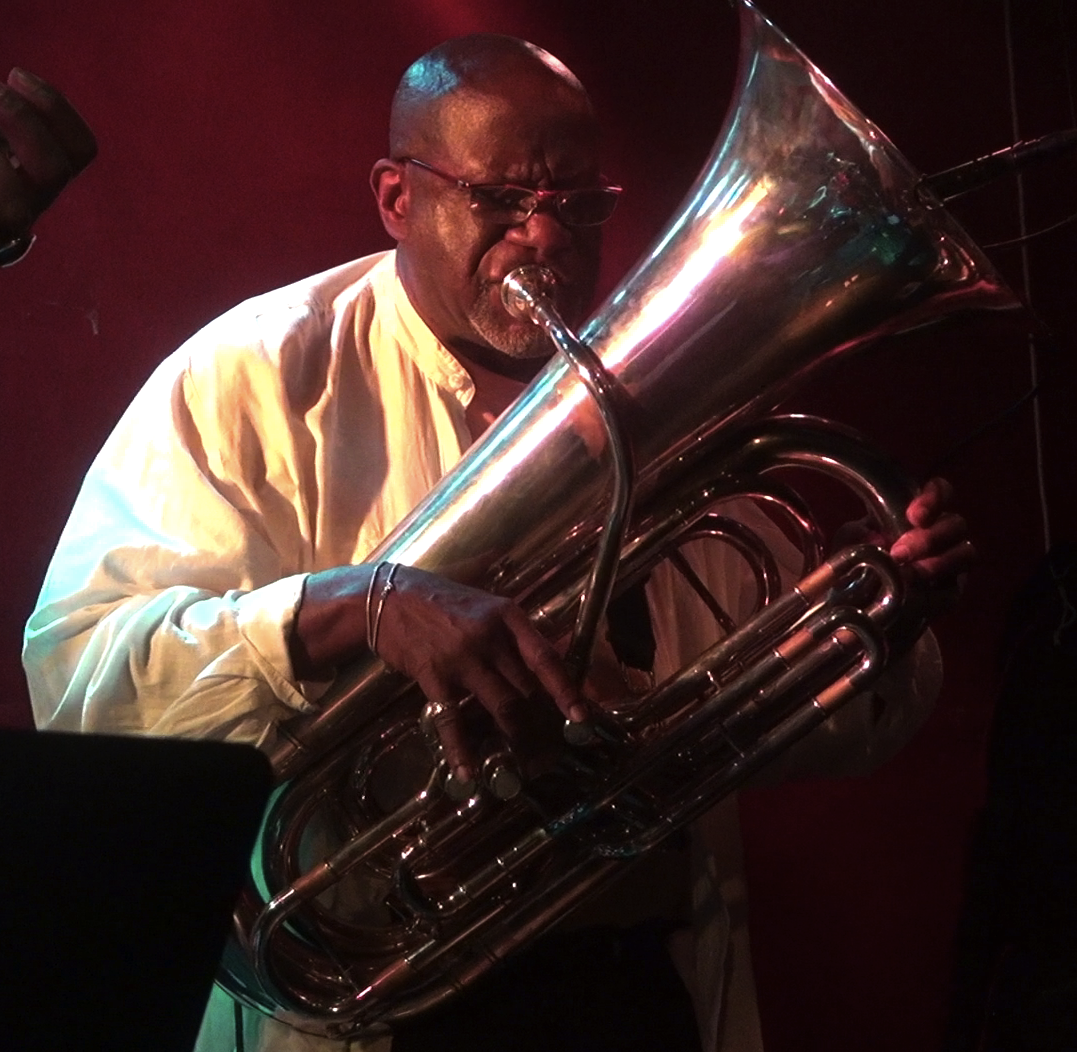
Bob Stewart